# Minuartia parvulorum
Minuartia parvulorum är en nejlikväxtart som beskrevs av Karl Heinz Rechinger. Minuartia parvulorum ingår i släktet nörlar, och familjen nejlikväxter. Inga underarter finns listade i Catalogue of Life.